# Сотікакумман
Сотікакумман (лаос. ເຈົ້າໂຊຕິກະ; пом. 1771) — п'ятий володар королівства Луанґпхабанґ.
Був сином короля Інтасома. Зійшов на трон 1749 року після того, як його молодший брат Інтапхом зрікся престолу на його користь.
У березні 1765 року Луанґпхабанґ був завойований бірманською армією. Сотні підданих Сотікакуммана було взято в заручники разом з молодшим братом короля Суріньявонґом. Сам король залишився на престолі, але відтоді під суверенітетом Бірми. 1771 року після смерті Сотікакуммана трон зайняв його молодший брат, який узяв собі тронне ім'я Суріньявонґ II.